# Trihiurine
Trihiurinele (Trichiurinae) sunt o subfamilie de pești marini bentopelagici, din familia trihiuride, răspândiți în apele adânci din regiunile temperate, subtropicale și tropicale ale oceanelor Atlantic, Indian și Pacific. Înotătoarea caudală și plăcile hipurale absente; corpul se subțiază treptat într-un vârf ascuțit. Înotătoarea pelviană absentă. Partea spinoasă a înotătoarei dorsale cu 3 sau 4 raze; partea spinoasă și partea moale a înotătoarei dorsale continuii (fără o crestătură între ele). Linia laterală coboară abrupt de la înotătoarele pectorale și se întinde în apropierea conturului ventral al corpului.
Trei genuri, cu 13 specii :
- genul Demissolinea
  - Demissolinea novaeguineensis Burhanuddin & Iwatsuki, 2003
- genul Lepturacanthus
  - Lepturacanthus pantului (Gupta, 1966)
  - Lepturacanthus roelandti (Bleeker, 1860)
  - Lepturacanthus savala (Cuvier, 1829)
- genul Trichiurus
  - Trichiurus auriga Klunzinger, 1884
  - Trichiurus australis Chakraborty, Burhanuddin & Iwatsuki, 2005
  - Trichiurus brevis Wang & You, 1992
  - Trichiurus gangeticus Gupta, 1966
  - Trichiurus lepturus Linnaeus, 1758
  - Trichiurus margarites Li, 1992
  - Trichiurus nanhaiensis Wang & Xu, 1992
  - Trichiurus nickolensis Burhanuddin & Iwatsuki, 2003
  - Trichiurus russelli Dutt & Thankam, 1967